# ۱۷ آبان
۱۷ آبان/عقرب دویست و سی و سومین روز سال در گاه‌شماری خورشیدی است. به پایان سال ۱۳۲ روز (۱۳۳ روز در سال کبیسه) باقی‌است.

## رویدادها
- سالروز کشف اشعهٔ ایکس توسط ویلهلم کُنراد رونتگِن
- ۱۳۱۲. ترور محمدنادر، شاه افغانستان با شلیک دانش‌اموز عبدالخالق.
- ۱۳۹۸ - زمین‌لرزه ۱۳۹۸ آذربایجان شرقی

## مناسبت ها
- روز جهانی رادیولوژی

- روز ابرکوه در تقویم شمسی

## زادروزها
- ۱۲۹۲ - حسین کریمان، نویسنده، ادیب، لغت‌شناس، مورخ و جغرافیدان
- ۱۳۰۷ - رباب تمدن، شاعر ایرانی
- ۱۳۰۷ - هرمز وحید، گرافیست و از پیشگامان کتاب‌آرایی و مدیریت تولید هنری کتاب
- ۱۳۱۸ - هادی اسلامی، بازیگر
- ۱۳۲۱ - سعید امیرسلیمانی، بازیگر
- ۱۳۵۱ - شهرام شکیبا، طنزپرداز و مجری
- ۱۳۵۷ - علی کریمی، فوتبالیست

## درگذشت‌ها
- ۱۳۴۱ - فضل‌الله مهتدی صبحی، داستان سرا
- ۱۳۷۶ - پروین صوفی، حقوقدان و از زنان فعال ایران در دورهٔ پهلوی
- ۱۳۷۶ - سید محمدعلی جمال‌زاده، نویسنده و مترجم
- ۱۳۸۸ - محسن آراسته، بازیگر
- ۱۳۹۱ - رضا حاجیان، بازیگر
- ۱۳۹۸ - مجید اوجی، نویسنده و کارگردان
- ۱۳۹۹. یما سیاوش، مجری و خبرنگار
- ۱۴۰۱ - خودسوزی محمدرضا فردوسی